# Caecula
Caecula is een monotypisch geslacht van straalvinnige vissen uit de familie van de slangalen (Ophichthidae).

## Soorten
- Caecula kuro (Nagamichi Kuroda, 1947)
- Caecula pterygera Vahl, 1794